# Feketefejű pápaszemesmadár
A feketefejű pápaszemesmadár (Zosterops atricapilla) a madarak osztályának verébalakúak (Passeriformes) rendjébe és a pápaszemesmadár-félék (Zosteropidae) családjába tartozó faj.

## Rendszerezése
A fajt Tommaso Salvadori olasz ornitológus írta le 1879-ben.

## Alfajai
- Zosterops atricapillus atricapilla Salvadori, 1879
- Zosterops atricapillus viridicata Chasen, 1941[2]

## Előfordulása
Indonézia és Malajzia területén, Borneó és Szumátra szigetein honos. Természetes élőhelyei a szubtrópusi vagy trópusi síkvidéki és hegyi esőerdők és magaslati füves puszták. Állandó, nem vonuló faj.

## Megjelenése
Testhossza 9,5–10 centiméter, testtömege 8,5–11 gramm.
|  |

## Életmódja
Mindenevő, főleg rovarokkal táplálkozik, de nektárt és gyümölcsöket is fogyaszt.

## Természetvédelmi helyzete
Az elterjedési területe nem nagy, egyedszáma pedig csökken, de még nem éri el a kritikus szintet. A Természetvédelmi Világszövetség Vörös listáján nem fenyegetett fajként szerepel.